# PaPeRo
PaPeRo（パペロ）は、日本電気（NEC）が研究開発しているロボット。

## 概要
- 産業用ロボットや二足歩行ロボットのようなハードウェアの開発を主眼に据えたロボットとは異なり、画像認識や各種センサー・音声認識・音声合成等の技術を用いた、人とロボットの自然で高度なコミュニケーションの研究を目的としている。
- ロボットソフトウェアプラットフォームには、NECシステムテクノロジーのRoboStudio（ロボスタジオ）が用いられており、音声合成での発話を行う。
- 「Partner-type・Personal・Robot（パートナータイプ・パーソナル・ロボット）」の頭文字。

## 主な機能
画像認識技術
頭部にある2つのCCDカメラから入力される画像をもとに、人の顔を見分ける。また、紙に書かれた文字やジェスチャー、障害物なども認識できる。
音声認識技術
頭部にマイクがあり、音声を認識する。認識された音は内部の音声認識辞書と照合され、特定の言葉として判断された時にはそれに対するふるまいを返す。エコーキャンセラ、ノイズキャンセラ技術も搭載されている。また、胴体のマイクでは音源方向検出が行われ、音のした方向を判断し、そちらへ向き直ることもできる。
知能化技術
心理学をもとに行動モデル（キャラクター）を設定している。愛知万博で使用されたチャイルドケアロボット PaPeRoでは機体の色ごとに異なった性格が設定されていた。
センサー技術
マイク・カメラのほか、タッチセンサー・超音波センサー・赤外線センサー・頭と足のスイッチが搭載されている。それによって、人になでられたことや触れられたことを認識したり、障害物や段差を検知できる。
ソフトウェアプラットフォーム技術
専門的な言語を習得せずとも使用できる子供向けプログラミング言語Scratch（スクラッチ）を応用したGUIの開発ツール「パペロッチ」が2007年より用意されており、プログラムの知識がない人間でも容易にPaPeRoの動作やふるまいを開発できる。2008年から2012年頃にかけては、けいはんな学研都市にあったNEC関西研究所を拠点に、子供向けパペロ・プログラミングワークショップなどが開催されていた。当時より、臨床心理学や社会心理学など人文系分野での大学との産学共同研究も行われている。

## シリーズ
1999年　R100
NECの初代ロボットとして発表される。
2001年　PaPeRo
最初のPaPeRoが発表される。W248×D245×H385mm、5kg。
2003年　PaPeRo2003
この年から吉本興業のお笑い芸人・ぜんじろうとPaPeRoがコンビを組み、ぜんじろう&パペじろうとして活動している。
2005年　PaPeRo2005
2005年　チャイルドケアロボットPaPeRo
愛知万博にて2005年3月から9月までの間「ロボットステーション」パビリオンに出展され、技術実証実験として子供とPaPeRoでのゲームや会話・ふれあい体験が行われた。W262×D250×H385mm、約6kg。
2007年　PaPeRo　mini
NECの開発した「組込み用小型音声対話モジュール」を使用し、PaPeRoの機能を保持したまま体積約3分の1の手のひらサイズに小型化された。W179×D170×H250mm、約2.5kg。
2009年　PaPeRo　R500
大型タイプで自律歩行ができる。人を見分ける顔認証技術を装備。法人向けにレンタルされた。子供たちと楽しく遊びながら学べる世界初のベビーシッターロボット、赤外線の糖度センサーを使ってワインの味見を行う世界初のソムリエロボットという２つのギネス認定を保持する。W282×D251×H385mm、約6.5kg。
2013年　PaPeRo petit（パペロ・プティ）
小型化して一般家庭向けに開発。WiFiネットワーク機能を活用してクラウドと連携する。人検出センサが搭載され、人を見つけて、見つめ、語りかける。自律歩行機能を装備していない。H240mm、約1.3㎏。